# Burg Irslingen
Die Burg Irslingen, auch Urslingen genannt, ist die Ruine einer Höhenburg im Schlichemtal beim Ortsteil Irslingen der Gemeinde Dietingen im Landkreis Rottweil in Baden-Württemberg.

## Geschichte
Erbauer der erstmals 1178 erwähnten Burg waren vermutlich die Herren von Urslingen, deren Stammsitz die Burg war und die mit Konrad eine Laufbahn in der staufischen Reichsverwaltung begannen. Er wurde nicht nur zum Herzog von Spoleto erhoben, sondern diente vorübergehend sogar als Reichsverweser von Sizilien. Konrad verlor zwar das Herzogtum Spoleto mit dem Tod Heinrichs VI. (1197) wieder an die Kurie, hinterließ aber den Söhnen den Erbanspruch. Beim Versuch, das Herzogtum wiederzuerlangen, wurde Rainald von Urslingen während des Fünften Kreuzzuges zum kaiserlichen Stellvertreter in Italien und Sizilien ernannt. Rainald fiel wegen angeblicher Unregelmäßigkeiten in der Finanzverwaltung beim Kaiser 1230 in Ungnade und wurde eingekerkert. 1233 erhielten die Urslinger freien Abzug aus Sizilien, ihre Güter wurden jedoch konfisziert. Rainald verblieb im Kirchenstaat, ein Teil der Familie zog in die schwäbische Heimat zurück. Der Herzogstitel blieb ihnen zwar erhalten, der Besitz an Gütern schmälerte sich jedoch auch hier: Die Stammburg war schon 1327 in württembergischer Hand. Von den Gütererwerbungen blieb Reinold VI., dem letzten Herzog von Urslingen, nur Schiltach, das er 1381 an Württemberg verkaufte. Er starb – so ein Chronist – als armer, verderbter Bettelherzog.
Von der ehemaligen Burganlage, die im 16. Jahrhundert schon zerstört war, sind noch Mauerreste erhalten.

## Lage
Die Burgruine liegt auf einem 530 m ü. NN hohen Umlaufberg der Schlichem – unweit der Schlichemklamm – in der Nähe des Butschhofs im Naturschutzgebiet Schlichemtal. Sie ist über den Schlichemwanderweg erreichbar.